# Psorophora pilosus
Psorophora pilosus är en tvåvingeart som beskrevs av Duret 1971. Psorophora pilosus ingår i släktet Psorophora och familjen stickmyggor.
Artens utbredningsområde är Colombia. Inga underarter finns listade i Catalogue of Life.